# Leptoseris yabei
Leptoseris yabei là một loài san hô trong họ Agariciidae. Loài này được Pillai and Scheer mô tả khoa học năm 1976.

## Hình ảnh

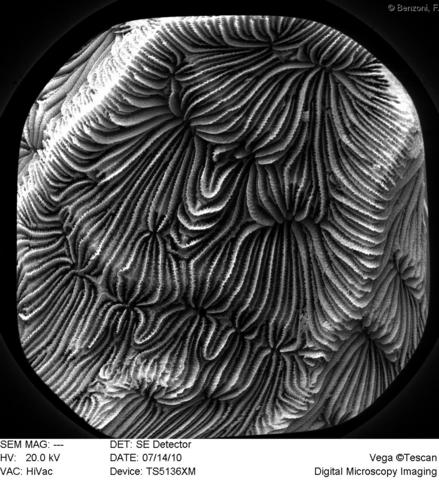
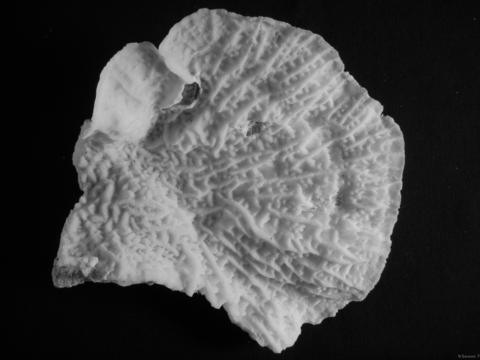
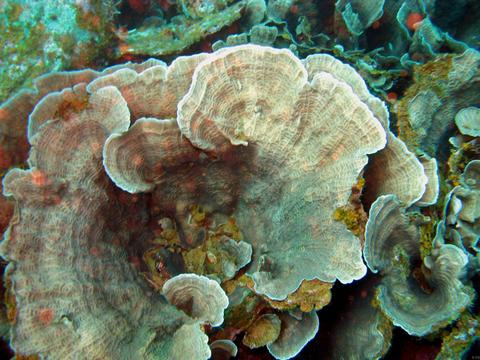